# U(1)-Hauptfaserbündel

Komposition in der ersten unitären Gruppe

{\displaystyle \operatorname {U} (1)}-Hauptfaserbündel (auch {\displaystyle \operatorname {SO} (2)}-Hauptfaserbündel) sind im mathematischen Teilgebiet der Differentialgeometrie spezielle Hauptfaserbündel mit der ersten unitären Gruppe {\displaystyle \operatorname {U} (1)} (isomorph zur zweiten speziell orthogonalen Gruppe {\displaystyle \operatorname {SO} (2)}) als Strukturgruppe. Topologisch hat diese die Struktur der eindimensionalen Sphäre, dadurch sind {\displaystyle \operatorname {U} (1)}-Hauptfaserbündel insbesondere Sphärenbündel, jedoch mit einer zusätzlichen Gruppenwirkung.
{\displaystyle \operatorname {U} (1)}-Hauptfaserbündel finden Anwendung in vielen Teilgebieten der Mathematik, etwa bei der Formulierung der Seiberg-Witten-Gleichungen oder der Monopol-Floer-Homologie. Da {\displaystyle \operatorname {U} (1)} die Eichgruppe der elektromagnetischen Wechselwirkung ist, sind {\displaystyle \operatorname {U} (1)}-Hauptfaserbündel auch in der theoretischen Physik von Bedeutung. Konkret sind die {\displaystyle \operatorname {U} (1)}-Yang-Mills-Gleichungen genau die Maxwell-Gleichungen. Insbesondere können {\displaystyle \operatorname {U} (1)}-Hauptfaserbündel über der zweidimensionalen Sphäre {\displaystyle S^{2}} (wozu die komplexe Hopf-Faserung gehört) zur Beschreibung hypothetischer magnetischer Monopole in drei Dimensionen, genannt Dirac-Monopole, verwendet werden, siehe auch zweidimensionale Yang-Mills-Theorie.

## Definition
{\displaystyle \operatorname {U} (1)}-Hauptfaserbündel sind Verallgemeinerungen von kanonischen Projektionsabbildungen {\displaystyle B\times \operatorname {U} (1)\twoheadrightarrow B} für topologische Räume {\displaystyle B}, nämlich sodass der Quellenraum nicht ein globales, sondern nur lokales Produkt ist. Konkret ist eine stetige Abbildung {\displaystyle p\colon E\twoheadrightarrow B} mit einer stetigen Rechtsgruppenwirkung {\displaystyle E\times \operatorname {U} (1)\rightarrow E}, welche alle Urbilder einzelner Punkte erhält, also {\displaystyle p(eg)=p(e)} für alle {\displaystyle e\in E} und {\displaystyle g\in \operatorname {U} (1)} erfüllt, sowie frei und transitiv auf allen Urbildern einzelner Punkte wirkt, also sodass diese alle jeweils homöomorph zu {\displaystyle \operatorname {U} (1)} sind, ein {\displaystyle \operatorname {U} (1)}-Hauptfaserbündel.
Da Hauptfaserbündel insbesondere Faserbündel sind, bei denen genau die Gruppenwirkung fehlt, können deren Benennungen übertragen werden, also wird {\displaystyle E} auch Totalraum und {\displaystyle B} auch Basisraum genannt. Urbilder einzelner Punkte sind dann die namensgebenden Fasern. Da {\displaystyle \operatorname {U} (1)} insbesondere eine Lie-Gruppe ist, also insbesondere eine glatte Mannigfaltigkeit, wird für den Basisraum {\displaystyle B} oft auch eine glatte Mannigfaltigkeit gewählt, was den Totalraum {\displaystyle E} automatisch zu einer glatten Mannigfaltigkeit macht.

## Klassifikation
{\displaystyle \operatorname {U} (1)}-Hauptfaserbündel können mithilfe des klassifizierenden Raumes {\displaystyle \operatorname {BU} (1)} der ersten unitären Gruppe {\displaystyle \operatorname {U} (1)}, welcher genau der unendliche komplexe projektive Raum {\displaystyle \mathbb {C} P^{\infty }} ist, vollständig klassifiziert werden. Für einen topologischen Raum {\displaystyle B} sei {\displaystyle \operatorname {Prin} _{\operatorname {U} (1)}(B)} der Raum der Isomorphieklassen von {\displaystyle \operatorname {U} (1)}-Hauptfaserbündeln, dann gibt es eine Bijektion mit Homotopieklassen:
{\displaystyle \operatorname {Prin} _{\operatorname {U} (1)}(B)\cong [B,\operatorname {BU} (1)]\cong [B,\mathbb {C} P^{\infty }].}
{\displaystyle \mathbb {C} P^{\infty }} ist ein Zellkomplex mit dem {\displaystyle n}-Skelett {\displaystyle \mathbb {C} P^{k}} für die größte natürliche Zahl {\displaystyle k\in \mathbb {N} } mit {\displaystyle 2k\leq n}. Für einen {\displaystyle n}-dimensionalen Zellkomplex {\displaystyle B} lässt sich nach dem zellulären Approximationssatz jede stetige Abbildung {\displaystyle B\rightarrow \mathbb {C} P^{\infty }} in eine zelluläre Abbildung homotopieren, welche insbesondere über die kanonsiche Inklusion {\displaystyle \mathbb {C} P^{k}\hookrightarrow \mathbb {C} P^{\infty }} faktorisiert. Entsprechend ist die induzierte Abbildung {\displaystyle [B,\mathbb {C} P^{k}]\rightarrow [B,\mathbb {C} P^{\infty }]} surjektiv, aber nicht unbedingt injektiv, da die höheren Zellen von {\displaystyle \mathbb {C} P^{\infty }} zusätzliche Homotopien erlauben. Insbesondere für maximal dreidimensionale Zellkomplexe {\displaystyle B} mit {\displaystyle k=1} ergibt sich dadurch mit {\displaystyle \mathbb {C} P^{1}\cong S^{2}} eine Verbindung zu Kohomotopiemengen mit einer surjektiven Abbildung:
{\displaystyle \pi ^{2}(B)\rightarrow \operatorname {Prin} _{\operatorname {U} (1)}(B).}
{\displaystyle \mathbb {C} P^{\infty }} ist auch der Eilenberg-MacLane-Raum {\displaystyle K(\mathbb {Z} ,2)}, mit welchem singuläre Kohomologie dargestellt wird, vergleiche mit dem Brownschen Darstellungssatz:
{\displaystyle \operatorname {Prin} _{\operatorname {U} (1)}(B)\cong H^{2}(B,\mathbb {Z} ).}
(Die Komposition {\displaystyle \pi ^{2}(B)\rightarrow H^{2}(B,\mathbb {Z} )} is die Hurewicz-Abbildung.) Ein entsprechender Isomorphismus wird durch die erste Chern-Klasse beschrieben. Zwar sind charakteristische Klassen für Vektorbündel definiert, können jedoch auch auf spezielle Hauptfaserbündel übertragen werden.

## Assoziertes Vektorbündel
Einem {\displaystyle \operatorname {U} (1)}-Hauptfaserbündel {\displaystyle E\twoheadrightarrow B} kann über das balancierte Produkt ein komplexes Geradenbündel {\displaystyle E\times _{\operatorname {U} (1)}\mathbb {C} \twoheadrightarrow B} zugeordnet werden. Anschaulich werden dabei die Sphären an jedem Punkt über die Inklusion {\displaystyle \operatorname {U} (1)\subset \mathbb {C} } aufgefüllt. Aufgrund der einen Dimension wird das Vektorbündel nur durch die erste Chern-Klasse {\displaystyle c_{1}\colon \operatorname {Vect} _{\mathbb {C} }(B)\rightarrow H^{2}(B,\mathbb {Z} )} beschrieben, welche über Zellkomplexen ein Isomorphismus ist.
Ebenfalls gibt es für Hauptfaserbündel noch ein adjungiertes Vektorbündel, welches jedoch für {\displaystyle \operatorname {U} (1)}-Hauptfaserbündel trivial ist.

## Beispiele
- Per Definition des komplexen projektiven Raumes ist die kanonische Projektion {\displaystyle S^{2n+1}\twoheadrightarrow \mathbb {C} P^{n}} ein {\displaystyle \operatorname {U} (1)}-Hauptfaserbündel. Mit {\displaystyle \mathbb {C} P^{1}\cong S^{2}}, bekannt als Riemannsche Zahlenkugel, ist die komplexe Hopf-Faserung {\displaystyle h_{\mathbb {C} }\colon S^{3}\twoheadrightarrow S^{2}} ein wichtiger Spezialfall. Im allgemeinen Fall ist die klassifizierende Abbildung einfach die kanonsiche Inklusion:
{\displaystyle \mathbb {C} P^{n}\hookrightarrow \mathbb {C} P^{\infty }\cong \operatorname {BU} (1).}
- Es gilt {\displaystyle S^{2n+1}\cong \operatorname {U} (n+1)/\operatorname {U} (n)}, also gibt es ein {\displaystyle \operatorname {U} (1)}-Hauptfaserbündel {\displaystyle \operatorname {U} (2)\twoheadrightarrow S^{3}}. Solche Hauptfaserbündel werden klassifiziert durch:[8]
{\displaystyle \pi _{3}\operatorname {BU} (1)\cong \pi _{2}\operatorname {U} (1)\cong \pi _{2}S^{1}\cong 1.}

Also ist das Hauptfaserbündel trivial, was dazu passt, dass {\displaystyle \operatorname {SU} (2)\cong S^{3}} und {\displaystyle \operatorname {U} (n)\cong \operatorname {SU} (n)\times \operatorname {U} (1)}.
- Es gilt {\displaystyle S^{n}\cong \operatorname {SO} (n+1)/\operatorname {SO} (n)}, also gibt es (mit {\displaystyle \operatorname {U} (1)\cong \operatorname {SO} (2)}) ein {\displaystyle \operatorname {U} (1)}-Hauptfaserbündel {\displaystyle \operatorname {SO} (3)\twoheadrightarrow S^{2}}. Solche Hauptfaserbündel werden klassifiziert durch:[8]
{\displaystyle \pi _{2}\operatorname {BU} (1)\cong \pi _{1}\operatorname {U} (1)\cong \pi _{1}S^{1}\cong \mathbb {Z} .}

Es gilt {\displaystyle \operatorname {SO} (3)\cong \mathbb {R} P^{3}} und die Komposition der kanonischen doppelten Überlagerung {\displaystyle S^{3}\twoheadrightarrow \mathbb {R} P^{3}} mit dem Hauptfaserbündel {\displaystyle \mathbb {R} P^{3}\twoheadrightarrow S^{2}} ist genau die komplexe Hopf-Faserung {\displaystyle S^{3}\twoheadrightarrow S^{2}}. Da {\displaystyle -1} die erste Chern-Klasse der komplexen Hopf-Faserung ist, ist {\displaystyle -2} die erste Chern-Klasse des Hauptfaserbündels {\displaystyle \mathbb {R} P^{3}\twoheadrightarrow S^{2}}.